# Christmas in NYC Concert
Il Christmas in NYC Concert è  un tour promozionale della cantante e attrice statunitense Lea Michele a supporto dell'album Christmas in the City (2019).

## Date del tour
| Data             | Città        | Stato        | Luogo                                              | Biglietti venduti/ Biglietti disponibili | Incasso      |
| Nord America     | Nord America | Nord America | Nord America                                       | Nord America                             | Nord America |
| ---------------- | ------------ | ------------ | -------------------------------------------------- | ---------------------------------------- | ------------ |
| 24 novembre 2019 | Atlanta      | Stati Uniti  | Macy's Great Tree Lightning                        | N.D.                                     | N.D.         |
| 28 novembre 2019 | New York     | Stati Uniti  | Macy's Thanksgiving Day Parade                     | N.D.                                     | N.D.         |
| 4 dicembre 2019  | New York     | Stati Uniti  | Rockefeller Tree Lighting                          | N.D.                                     | N.D.         |
| 5 dicembre 2019  | New York     | Stati Uniti  | Barnes & Noble Appearance                          | N.D.                                     | N.D.         |
| 19 dicembre 2019 | New York     | Stati Uniti  | The Concert Hall at NY Society for Ethical Culture | N.D.                                     | N.D.         |
| 20 dicembre 2019 | New York     | Stati Uniti  | The Concert Hall at NY Society for Ethical Culture | N.D.                                     | N.D.         |
| 21 dicembre 2019 | New York     | Stati Uniti  | The Concert Hall at NY Society for Ethical Culture | N.D.                                     | N.D.         |